# LGA 3647
LGA 3647 és un sòcol compatible amb microprocessador Intel utilitzat pels microprocessadors Xeon Phi x200 ("Knights Landing"), Xeon Phi 72x5 ("Knights Mill"), Skylake-SP, Cascade Lake-SP/AP i Cascade Lake-W.
El sòcol admet un controlador de memòria de 6 canals, DIMM de memòria XPoint 3D no volàtil, Intel Ultra Path Interconnect (UPI) com a reemplaçament de QPI i 100G Omni-Path interconnexió i també té un nou mecanisme de muntatge que no utilitza cap palanca per fixar-lo al seu lloc, però la pressió del refrigerador de la CPU i els seus cargols per fixar-lo al seu lloc.

## Variants
Hi ha dues subversions d'aquest endoll amb diferències també a l'ILM (mecanisme de càrrega independent, el pas dels cargols centrals ha canviat lleugerament i una de més visible és que les agulles de guia es troben en altres cantonades). El sòcol del processador i les osques coincidents del processador es troben en una ubicació diferent, evitant la inserció d'un processador incompatible i evitant l'ús del dissipador de calor incorrecte en un sistema. La variant P0 més comuna té dues subopcions per al muntatge del dissipador de calor: designada com a ILM quadrat i ILM estret, l'elecció de la qual depèn del disseny del servidor i la placa base (probablement en funció de les limitacions d'espai).
- LGA3647-0 (socket P0) utilitzat per als processadors Skylake-SP i Cascade Lake-SP/AP
- LGA3647-1 (socket P1) utilitzat per als processadors Xeon Phi x200